# Język bedoanas
Język bedoanas – język austronezyjski używany w indonezyjskiej prowincji Papua Zachodnia (dystrykt Kokas, kabupaten Fakfak). Według danych z 2000 roku posługuje się nim 180 osób.
Użytkownicy tego języka zamieszkują wsie: Andamata, Flor, Forir. Jego bliskim krewnym jest język erokwanas (przypuszczalnie oba etnolekty można klasyfikować jako dialekty jednego języka).
Jest potencjalnie zagrożony wymarciem. Z dostępnych danych wynika, że doszło do zaniku przekazu międzypokoleniowego. Stwierdzono presję innych języków (sekar, iha, baham, indonezyjskiego).